# Беран, Эмерик
Эмерик Беран (словен. Emerik Beran, в ряде случаев подписывался Эмерик Беров, словен. Berow; 17 октября 1868, Брно, Австрийская империя (ныне Чехия) — 10 марта 1940, Любляна, Королевство Югославия) — словенский композитор, виолончелист и педагог чешского происхождения.

## Биография
Окончил гимназию в Оломоуце (1884), затем до 1888 г. учился в Брно в органной школе у Леоша Яначека, с которым сохранил дружеские отношения до конца жизни наставника (опубликована их многолетняя переписка). Позднее продолжил своё образование в Вене.
В 1890—1898 гг. преподавал в органной школе в Брно начальный курс игры на органе и историю музыки, после чего переехал в Словению. В 1898—1926 гг. преподавал в школе музыкального общества в Мариборе, в 1928—1936 гг. профессор по классу виолончели в консерватории Любляны, где его учениками были многие известные словенские музыканты, в том числе Славко Остерц.
Как композитор Беран придерживался романтической традиции, совмещая её с панславистскими идеалами. Публиковался в ведущем национальном музыкальном журнале Novi akordi.

## Избранные музыкальные произведения
- Žalobna simfonija, для симфонического оркестра
- 3 Legende для симфонического оркестра
- Idila, для симфонического оркестра
- Dumka, для симфонического оркестра
- Scherzo, для симфонического оркестра
- 2 камерных квартета
- Meluzina (опера)
- 3 словенские мессы и др.